# Ulica Mieszka I we Wrocławiu

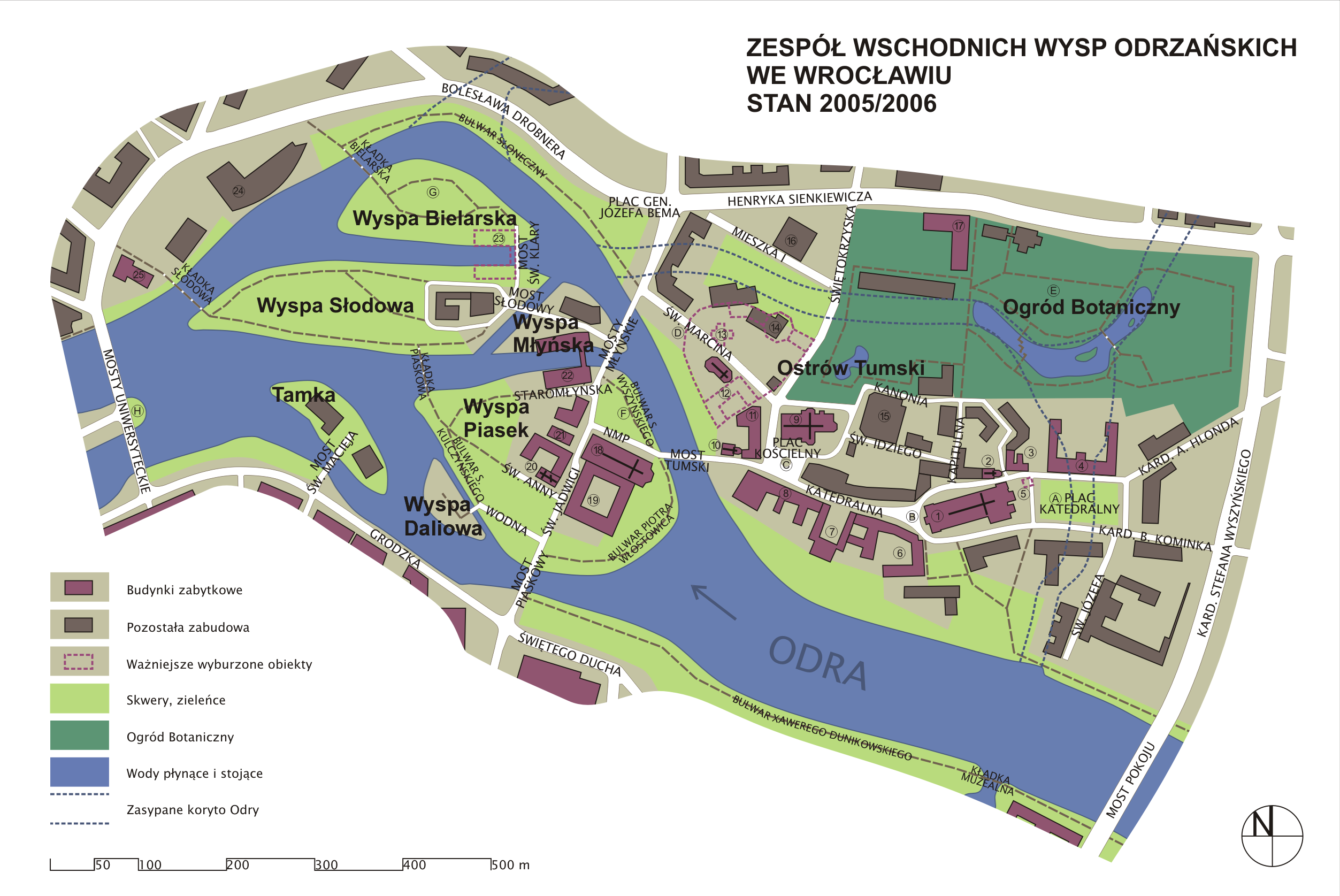
Zespół wschodnich wysp wrocławskich.

Ulica Mieszka I (Friedensburgstrasse) – ulica położona we Wrocławiu na Ostrowie Tumskim, na osiedlu Stare Miasto  (obręb ewidencyjny Plac Grunwaldzki), w dawnej dzielnicy Śródmieście. Biegnie od ulicy Henryka Sienkiewicza do ulicy Świętokrzyskiej.

## Historia
W miejscu ulicy przebiegał niegdyś rów, zwany ówcześnie jelenim. Odcinek tego cieku od ulicy Świętokrzyskiej do Odry został zasypany w latach 60. XIX wieku. Na nowo ukształtowanym terenie początkowo urządzono plac targowy. Na jego miejscu wytyczono i zbudowano ulicę w 1889 roku. W zamysłach władz miasta miała ona za zadanie odciążyć stary most drewniany łączący Ostrów Tumski z miastem.
Przy tej ulicy w prywatnym mieszkaniu położonym w kamienicy pod numerem 4 w latach 1913–1914 działała polska biblioteka udostępniając swoje zbiory polskim studentom. Później zostały one przekazane powstałej w mieście bibliotece polskiej, z której korzystali już wszyscy Polacy.
Podczas działań wojennych w czasie oblężenia Wrocławia w 1945 roku zniszczeniu uległa ulica i jej zabudowa. Ocalała jednak kamienica pod numerem 1. Po wojnie zniszczona jezdnia długo nie była odbudowywana z racji małego znaczenia ulicy i braku przy niej zabudowy. W 1966 roku przebudowano i znaczenie poszerzono ulicę Henryka Sienkiewicza, co zmieniło układ obu ulic w tym obszarze. Nowo ukształtowana ulica stała się bowiem dwujezdniową, czteropasmową drogą z wydzielonym torowiskiem tramwajowym pomiędzy jezdniami.
W 2014 roku wybudowano na jej końcu, przy ulicy Henryka Sienkiewicza, parking. Jego otwarcie miało miejsce 22.12.2014 roku  .

## Nazwa
W swojej historii ulica nosiła następujące nazwy własne:
- Friedensburgstrasse[1][2]
- Mieszka I[11][12]

Wcześniejsza nazwa upamiętniała Ferdinand Friedensburga, urodzonego 27.10.1824 r. w Beeskow, zmarłego 5.03.1891 r. w San Remo, nadburmistrza w latach 1879–1891. Współczesna nazwa została nadana przez Zarząd Miejski i ogłoszona w okólniku z 15.11.1945 r.

## Układ drogowy
Do ulicy przypisana jest droga gminna o długości 142 m klasy dojazdowej o 16 m szerokości w liniach rozgraniczających, w tym dwustronne chodniki. Łączy ulicę Henryka Sienkiewicza z ulicą Świętokrzyską, przy czym obecnie jest to ulica ślepa, współcześnie bez połączenia drogowego z ulicą Henryka Sienkiewicza. Tu na jej końcu znajduje się parking na 25-30 samochodów. Parking w planie ma kształt zbliżony do trójkąta, o powierzchni około 700 m²  .
Ulice i place łączące się z ulicą Mieszka I
- Ulica Świętokrzyska[4][5][15]
- Ulica H. Sienkiewicza[4][5][16].

Ponieważ początek ulicy znajduje się niedaleko skrzyżowania ulicy Henryka Sienkiewicza z placem Józefa Bema, część autorów publikacji podaje, że ulica łączy plac Józefa Bema z ulicą Świętokrzyską.

## Zabudowa i zagospodarowanie
Połudowo-zachodnia strona ulicy to w jej początku Kamienica pod numerem 1. Dalej dla tego odcinka ulicy od istniejącej kamienicy pod numerem 1 dopuszcza się zabudową pierzei południowo-zachodniej w formie kamienic w zabudowie ciągłej, odtwarzającej pierwotną zabudowę tego obszaru, przy czym funkcja mieszkaniowa jest dopuszczalna od pierwszego piętra wzwyż. Natomiast pozostały obszar do ulicy Świętokrzyskiej to ogrodzony teren Dom Pomocy Społecznej i dalej klasztoru, wraz z ogrodami. Po stronie północno-wschodniej ulicy znajduje ogrodzony teren Herbarium Herbarium należącego do Muzeum Przyrodniczego Uniwersytetu Wrocławskiego.

## Ochrona i zabytki
Obszar, na którym położona jest ulica Mieszka I podlega ochronie w ramach zespołu urbanistycznego Ostrowa Tumskiego i wysp: Piaskowej, Bielarskiej, Słodowej i Tumskiej, wpisanego do rejestru zabytków pod nr rej.: 195 z 15.02.1962 r. oraz A/678/213 z 12.05.1967 r. Inną formą ochrony tych obszarów jest ustanowienie historycznego centrum miasta, w nieco szerszym obszarowo zakresie niż wyżej wskazany zespół urbanistyczny, jako pomnik historii  . Samo miasto włączyło ten obszar jako cenny i wymagający ochrony do Parku Kulturowego „Stare Miasto”, który zakłada ochronę krajobrazu kulturowego oraz uporządkowanie, zachowanie i właściwe kształtowanie krajobrazu kulturowego i historycznego charakteru najstarszej części miasta . Szczególnej ochronie podlegają tereny pod względem wymogów dotyczących badań archeologicznych, w tym szczególnie obszar dawnego Zamku Piastowskiego. Podobnie jak na innych ulicach Ostrowa Tumskiego obowiązuje zachowanie kamiennej nawierzchni ulicy.
Przy ulicy i w najbliższym sąsiedztwie znajdują się następujące zabytki:
| nr                       | obiekt | powstanie                                                                                  | nr rej.                                                   | foto |
| ------------------------ | --- | ------------------------------------------------------------------------------------------ | --------------------------------------------------------- | ---- |
| ul. Świętego Marcina     | |                                                                                            |                                                           |      |
| 10                       | Sierociniec Fundacji „ad Matrem Dolorosam”, ob. Dom Pomocy Społecznej im. Świętej Rodziny Zgromadzenia Sióstr Najświętszej Rodziny z Nazaretu, w tym: - budynek Zakładu Opieki Zgromadzenia Najświętszej Rodziny z Nazaretu - kaplica - dom - ogród klasztorny (teren d. zamku książęcego) pierzeja południowo-zachodnia, za murem ogrodu                                                                     | 2 poł. XIII w. (fundamenty – mur obronny), 1834 r.                                         | A/1401/541/Wm z dn. 01.12.1994                            |      |
| 10                       | Ogród p/ Sierocińcu Fundacji „ad Matrem Dolorosam”, ob. p/Domu Pomocy Społecznej im. Świętej Rodziny Zgromadzenia Sióstr Najświętszej Rodziny z Nazaretu pierzeja południowo-zachodnia, za murem ogrodu | XIX/XX w.                                                                                  | mpzp, GEZ                                                 |      |
| 12                       | Relikty części północnej Zamku Piastowskiego z domem zakonny Zgromadzenia Sióstr Szkolnych De Notre Dame oraz z budynkiem szkolnym (Liceum św. Anny 1891), ob. klasztor Zgromadzenia Sióstr Szkolnych De Notre Dame i Dom Gościnny, w tym 1) budynek i ruiny z pozostałościami zamku piastowskiego 2) pomieszczenie gotyckie – pozostałość zamku piastowskiego pierzeja południowo-zachodnia, za murem ogrodu | XIII, XIV, XVIII, dobudowa skrzydła w 1891 r. (proj. J. Ebers), XX w. (1. XIV-XV, 2. XV w. | 1) 143 (?) z 4.11.1968 oraz 2) A/5348/93 z dn. 04.11.1968 |      |
| ul. Mieszka I            | |                                                                                            |                                                           |      |
| 1                        | kamienica pierzeja południowo-zachodnia | ok. 1890 r.                                                                                | mpzp, GEZ                                                 |      |
| pl. Józefa Bema          | |                                                                                            |                                                           |      |
| 6                        | kamienica pierzeja południowo-zachodnia | 1887 r., 1933 r. (przebudowa)                                                              | mpzp, GEZ                                                 |      |
| ul. Henryka Sienkiewicza | |                                                                                            |                                                           |      |
| 2                        | Kamienica „Pod Niebieska Podkową” z usługowym parterem zamyka oś widokową w kierunku północno-zachodnim | ok. 1880 r.                                                                                | brak                                                      |      |
| 4                        | Kamienica, ob. budynek mieszkalny z usługowym parterem zamyka oś widokową w kierunku północno-zachodnim | ok. 1880 r.                                                                                | brak                                                      |      |